# 斯丹尼斯立石
斯丹尼斯立石是在苏格兰奥克尼群岛上的一个新石器时代遗迹。在1999年被联合国教科文组织列入世界遗产。目前由历史悠久的苏格兰组织来管理。斯丹尼斯立石与斯卡拉布雷遗迹、梅肖韦古墓、布罗德盖石圈一起被称作新石器时代奥克尼的中心，这些都是公元前3000年人类活动留下的遗迹。

## 位置和布局
现存的立石位于连接斯丹尼斯湖和哈瑞湖之间的海岬上。斯丹尼斯立石（Standing Stones of Stenness）名字中的"stane"来源于奥克尼人的方言，在古斯堪的那维亚语中的意思是“石岬”。布罗德盖石圈位于其西北1.2公里的地方，梅肖韦古墓位于其东边1.2公里的位置，岛上其它几处新石器时代遗迹也在这附近，这意味着这块区域是对考古来说很重要的一片区域。

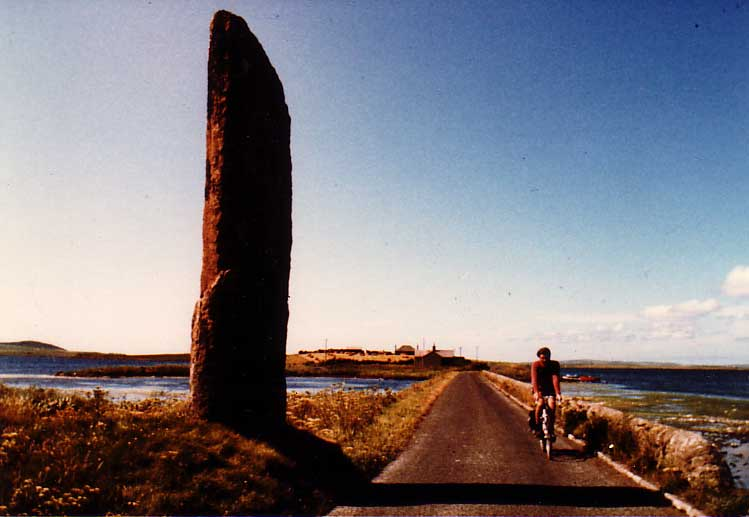
立石圈西北处一块独立的石头，似乎是用来指明罗德盖石圈的位置。

这些石头是呈片状，厚度大约30厘米，其中有4块有5米高，最初这些石头有12块，而且组成一个环形。这个环形的直径约有32米，周围也是呈现环型，直径为44米的壕沟。立石的入口正对着位于哈瑞湖旁的Barnhouse新石器时代人类定居点（Barnhouse Settlement）。在环形圈西北处有一块独立的石头，高约5.6米，这块石头似乎是用来指向布罗德盖石圈的位置。后来考古发现在立石周围的壕沟里存在木炭、陶器和动物骨骼的残骸，这里的陶瓷和斯卡拉布雷遗迹、梅肖韦古墓都有一定的联系。

## 传统习俗

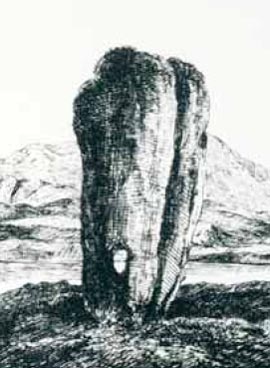
奥丁石的素描图

即使到了18世纪这个遗迹仍然在举行着宗教仪式，当时的人们认为通过这里可以与北欧诸神进行沟通。1814年沃尔特·司各特来访时，已经有其他的考古学家记录了这里的宗教仪式和石柱。其中有一块叫做“奥丁石”，这块石头上有一个空心的圆柱，当地的夫妇手牵着手从这个缺口穿过，以表示对彼此忠贞。这里还有举行着其他一些的被认为有魔力的仪式。
1814年12月，W. Mackay，一个移民到奥克尼群岛的农民，斯丹尼斯立石附近拥有一大片土地，但是他对那些在立石旁做宗教仪式的当地人相当不满，于是他将准备将这些立石摧毁掉。在1814年，奥丁石被打碎了，另外的一块立石被推倒了，W. Mackay的这一举动在当地引起了公愤，他被迫停止破坏这些立石。在1906年，那块被推倒的立石重新被立起来，但是被打碎的奥丁石却没有办法复原了。

### 脚注
1. ↑  .   [2013-09-04]. （原始内容存档于2021-01-18）.
2. ↑  .   [2013-09-04]. （原始内容存档于2021-02-13）.